# Eukiefferiella boevrensis
Eukiefferiella boevrensis är en tvåvingeart som beskrevs av Lars Zakarias Brundin 1956. Eukiefferiella boevrensis ingår i släktet Eukiefferiella och familjen fjädermyggor. Arten har ej påträffats i Sverige. Inga underarter finns listade i Catalogue of Life.